# Louise Sauvage

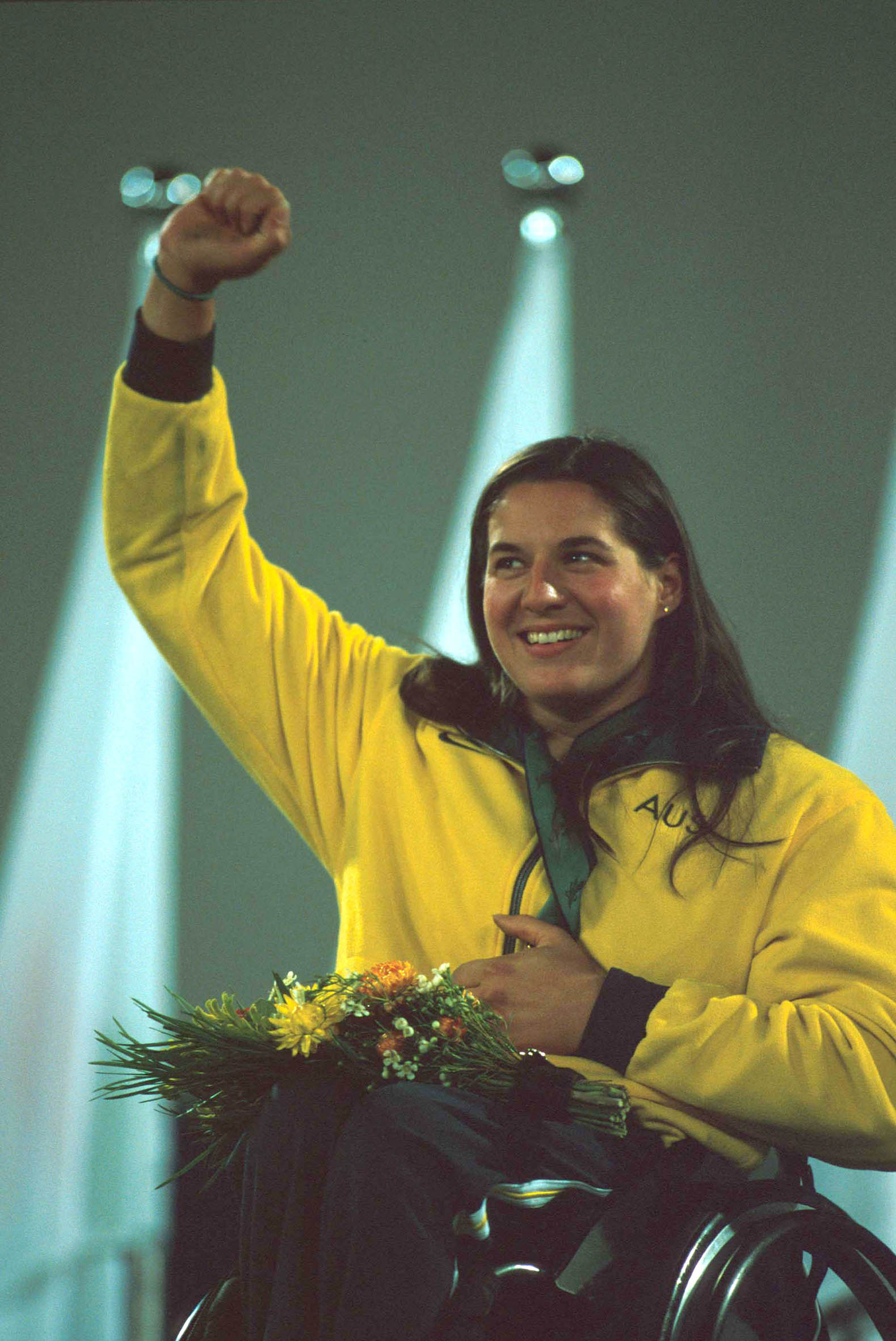
Louise Sauvage bei den Paralympischen Spielen 2000 in Sydney

Alix Louise Sauvage (* 18. September 1973 in Perth), OAM, ist eine australische Leichtathletin, die bei Paralympischen Spielen zahlreiche Medaillen gewann. Sie startet in der Klassifizierung TW4.

## Leben
Louise Sauvage kam 1973 als Tochter der aus dem englischen Leicestershire ausgewanderten Rita Sauvage, geborene Ridgen, und dem von den Seychellen stammenden Maurice Sauvage zur Welt. Vier Jahre vor ihr wurde ihre Schwester Ann geboren. Von Geburt an leidet Louise Sauvage an dem Myelodysplastischen Syndrom, weswegen sie sich bereits in ihren ersten zehn Lebensjahren 21 Operationen unterziehen musste. Im Alter von drei Jahren war sie das Telethon-Kind ihrer Heimatstadt und 1981 erhielt sie ihren ersten Rollstuhl und begann Rollstuhlsport zu treiben.
Nach zehn Jahren verließ Sauvage die Schule und besuchte einen TAFE-Kurs (Technical and Further Education) in Büro- und Sekretärarbeiten.

## Karriere

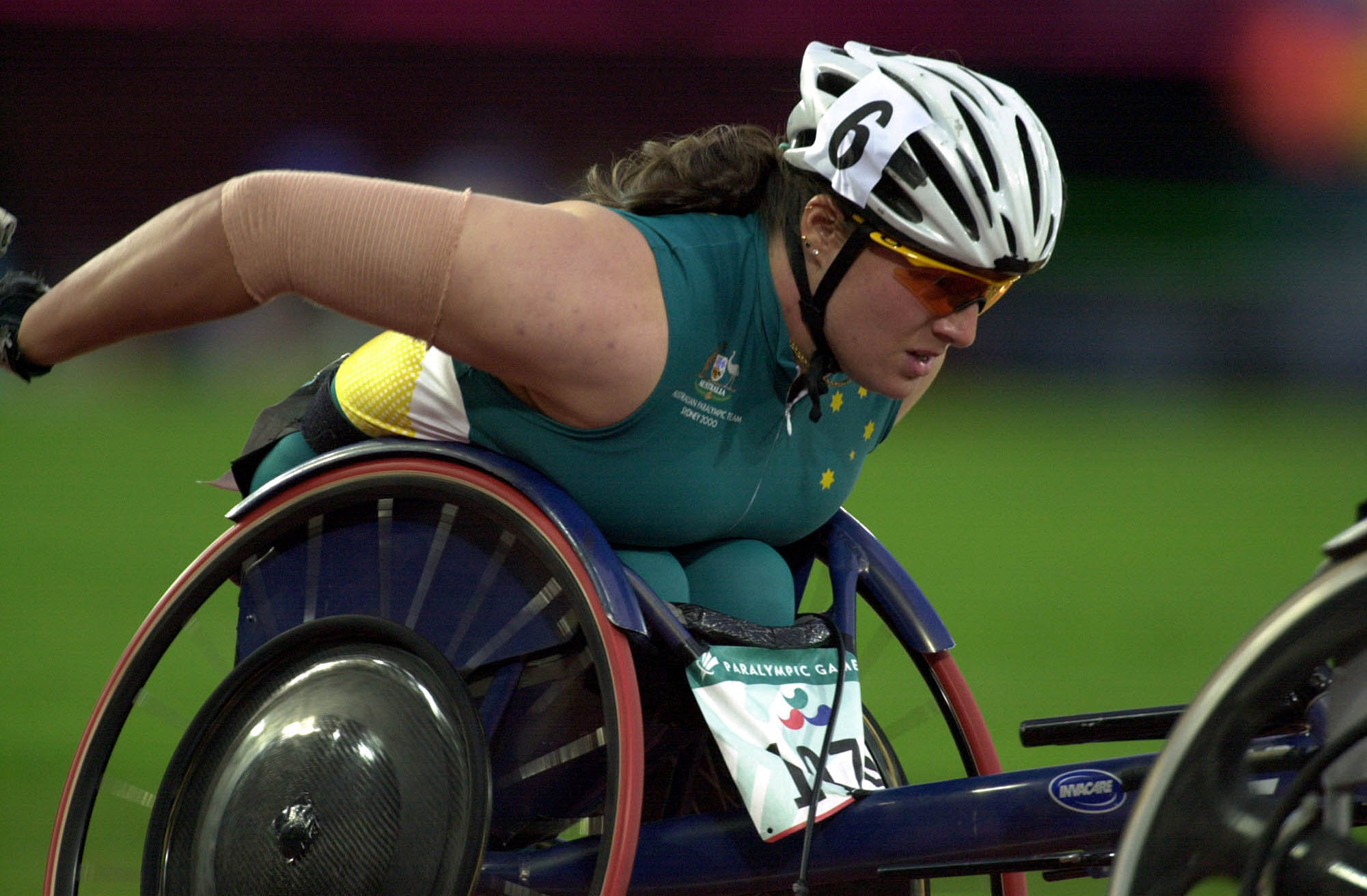
Louise Sauvage beim 800-Meter-Finallauf der Paralympischen Spiele 2000 in Sydney

1983 wählte man Sauvage als Teilnehmerin an den Second National Junior Games for the Disabled. Im darauffolgenden Jahr war sie die bis heute jüngste Athletin, die an den National Senior Paraplegic and Quadriplegic Games in Sydney teilnahm. Sie gewann zwei Silber- und drei Bronzemedaillen. 1995 errang sie bei den National Junior Games in ihrer Heimatstadt Perth insgesamt fünfzehn Medaillen, darunter sieben goldene.
Im Jahre 1990 nahm sie an den vom Internationalen Paralympischen Komitee (IPC) ausgetragenen Leichtathletik-Weltmeisterschaften in den Niederlanden teil und gewann das Rennen über 100 Meter. Auch auf der 200-Meter-Strecke war sie Erste, wurde jedoch disqualifiziert, da sie die Bahnbegrenzung überfahren hatte. Noch im gleichen Jahr fanden die Stoke Mandeville Games in England statt, wo sie sich die Goldmedaillen über 100 Meter, über 200 Meter, über 400 Meter sicherte sowie mit zwei Staffeln erfolgreich war. Im Anschluss an dieses Turnier erhielt Sauvage ein Stipendium des Australian Institute of Sport (AIS)
Die folgenden Jahre ihrer Karriere wurden von zahlreichen Erfolgen bei verschiedenen Sommer-Paralympics geprägt, bei denen sie insgesamt neun Gold- und drei Silbermedaillen gewann. Als Anerkennung ihrer Leistung durfte sie bei den Sommer-Paralympics 2000 in Sydney als letzte Fackelträgerin das olympische Feuer entzünden.
Neben dem Leistungssport nahm sie ab 1992 auch am Boston-Marathon teil und fand dort in Jean Driscoll, die ebenfalls an Paralympics teilnahm, eine dauerhafte und starke Konkurrentin. Die Duelle dieser beiden Sportlerinnen bestimmten über Jahre den Ausgang des Behindertenrennens des Marathons. 1997 gelang es Sauvage erstmals, Driscoll zu schlagen und den Marathon zu gewinnen. Diesen Erfolg konnte sie im darauffolgenden Jahr im Fotofinisch und 1999 mit einer Rollstuhllänge Vorsprung wiederholen. Zweitplatzierte war jeweils Driscoll. Im Jahre 2001, nach dem Rückzug ihrer Erzrivalin, vermochte Sauvage den Marathon erneut zu gewinnen.

## Ehrungen
- Order of Australia-Medal
- Ein im Port Jackson vor Sydney verkehrender Katamaran wurde nach ihr benannt.
- 1993: Australian Broadcasting Corporation’s Junior Female Athlete of the Year Award
- 1994: Australian Paralympian of the Year
- 1996: Australian Paralympian of the Year
- 1997: Australian Paralympian of the Year
- 1997: Sport-For-All-Trophy des Internationalen Olympischen Komitees
- 1997: Australian Institute of Sport Athlete of the Year
- 1998: Australian Paralympian of the Year
- 1998: ABIGROUP National Sports Award
- 1999: Australische Sportlerin des Jahres
- 1999: Internationale Rollstuhlleichtathletin des Jahres
- 2000: Internationale Rollstuhlleichtathletin des Jahres
- 2000: Laureus World Sports Awards als Behindertensportlerin des Jahres